# Jawornik Ruski

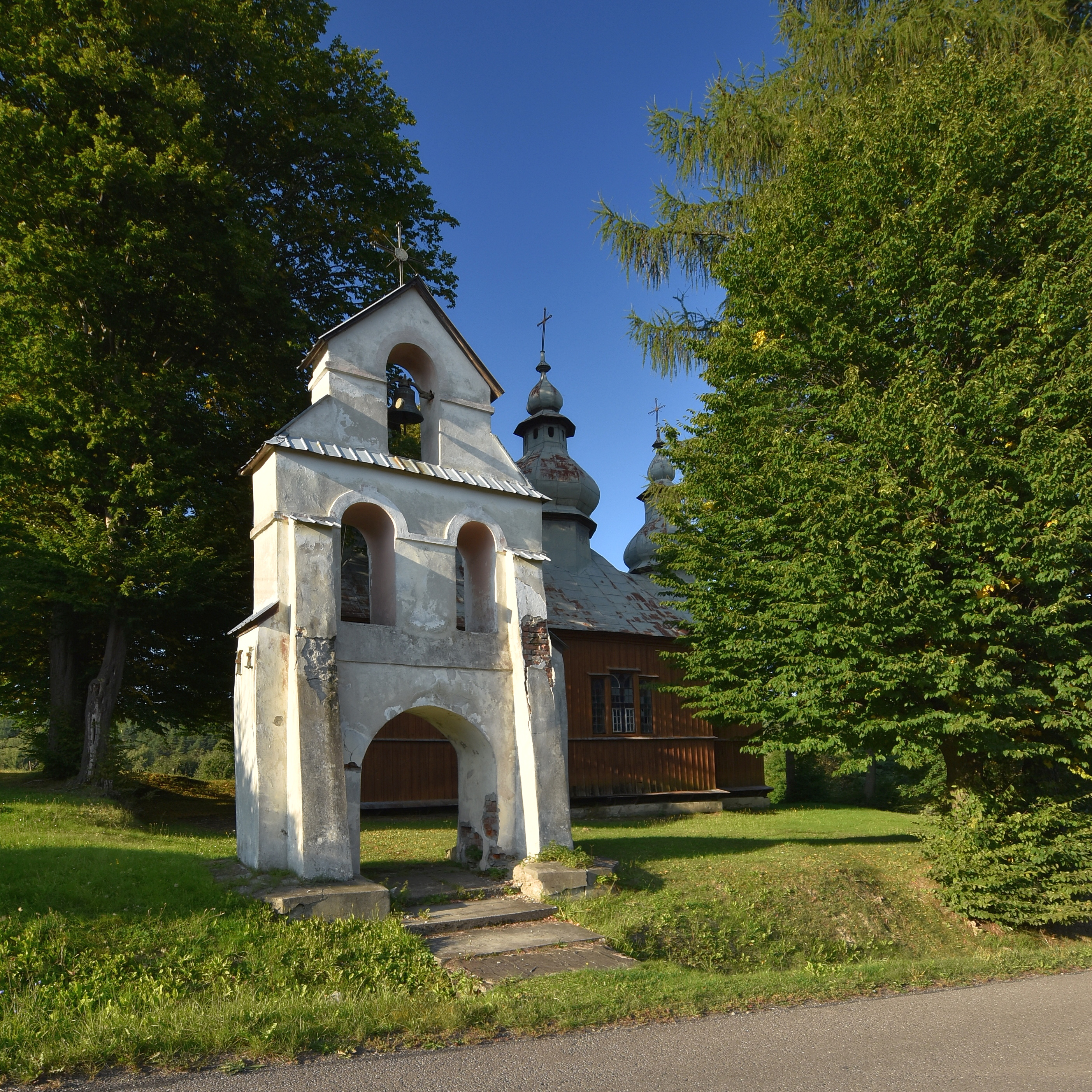
Cerkiew św. Dymitra z 1882

Jawornik Ruski (w latach 1977–1981 Jaworowice) – wieś w Polsce położona w województwie podkarpackim, w powiecie przemyskim, w gminie Bircza. Leży na Pogórzu Przemyskim.
W latach 1975–1998 miejscowość administracyjnie należała do województwa przemyskiego. Obok wsi znajduje się czynna kopalnia diatomitu.

## Części wsi
| SIMC    | Nazwa               | Rodzaj    |
| ------- | ------------------- | --------- |
| 0599215 | Przesada Jawornicka | część wsi |
| 0599221 | Rybne               | część wsi |
| 0599238 | Wola                | część wsi |

drobne techniczne

## Historia
Wieś została założona w 1469 – była wtedy własnością Anny Rzeszowskiej. W 1508 zmieniono nazwę na Jawornyczek (właścicielami wtedy byli Kmitowie). W 1519 wieś została przejęta przez Stadnickich, a w 1588 przez Krasickich.
W połowie XIX wieku właścicielami posiadłości tabularnej w Jaworniku Ruskim byli Teodor Bekesz, Józef Wąsowicz i rodzeństwo Gozdowicze.
Pod koniec XIX poszczególne domy nosiły nazwę Kopanie.
We wsi znajduje się drewniana greckokatolicka cerkiew pw. św. Dymitra, zbudowana w 1882 w miejsce starszej cerkwi pod tym samym wezwaniem, istniejącej co najmniej do 1830.

### II wojna światowa
W kwietniu 1944 r. policja ukraińska z Jawornika Ruskiego aresztowała pięciu mieszkańców Pawłokomy pod zarzutem przynależności do AK i posiadania broni. Aresztowanymi byli: Jan Kuś, Jan Radon, Jan Ulanowski, Maria Ulanowska i Katarzyna Kocyło oraz Jana Chrapka z Dylągowej. 25 kwietnia próby odbicia aresztowanych dokonał oddział AK, dowodzony przez ppor. Aleksandra Grubę ps. „Sęp”. Podczas ataku na posterunek w Jaworniku Ruskim został on spalony wraz kilkoma sąsiednimi budynkami. Zabito jednego i raniono dwu policjantów oraz zabito kilku stawiających opór Ukraińców mieszkańców wsi, w tym sołtysa. Aresztowanych Polaków jednak nie uwolniono, ponieważ na posterunku już ich nie było.

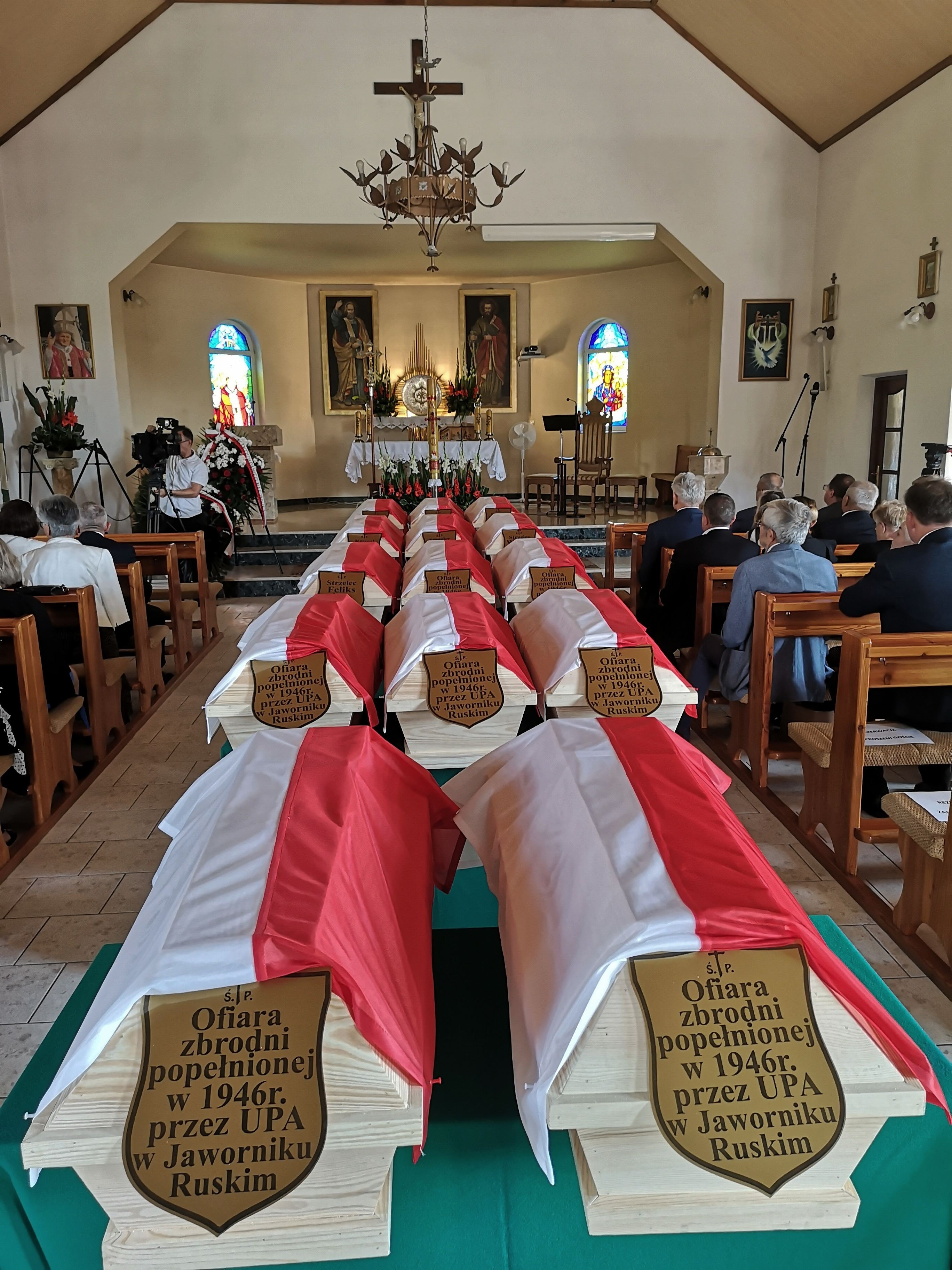
Pogrzeb ofiar UPA

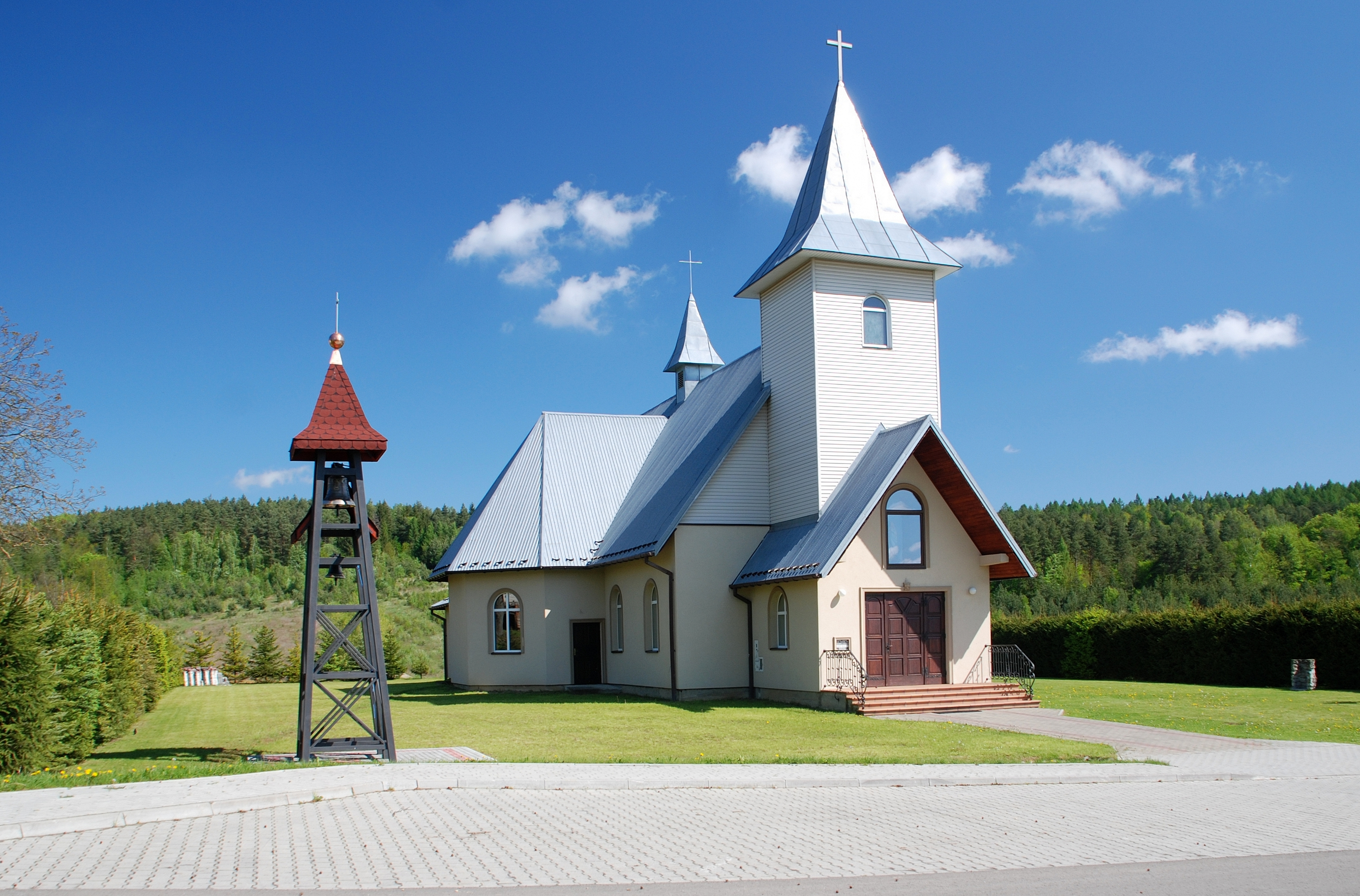
Jawornik Ruski – kościół rzymskokatolicki

W 2015 w okolicy Jawornika Ruskiego odkryto zbiorową mogiłę. Wstępne ustalenia mówiły o kilku pochowanych osobach, ostatecznie w wyniku ekshumacji wydobyto szczątki 14 osób, a także łuski po nabojach, dewocjonalia i polski guzik wojskowy. Szczątki nosiły ślady złamań. W wyniku badań archiwalnych ustalono, że 24 lipca 1945 roku w okolicy doszło do potyczki żołnierzy ze szkoły podchorążych w Przemyślu (28 Pułku Piechoty) z oddziałem Ukraińskiej Powstańczej Armii. 14 żołnierzy znajdowało się na liście strat jako zaginionych. W znajdujących się w archiwalnych sprawach karnych wyjaśnieniach Włodzimierza Szczygielskiego pseudonim Burłak znajdują się odniesienia do mającej w tym miejscu potyczki, wzięcia do niewoli i zabicia 14 żołnierzy Wojska Polskiego; odpowiedzialność jego zdaniem ponosił Michał Duda pseudonim Hromenko. W wyniku badań genetycznych potwierdzono tożsamość kilku ofiar: Feliks Gołębiowski (ur. 1924), por. Tadeusz Wienc (ur. 1923), kpr Mieczysław Szymczak (ur. 1922), Walenty Żurek (ur. 1924); noty identyfikacyjne wręczono w Pałacu Prezydenckim.
28 lipca 2022 r. uroczysty pogrzeb owych żołnierzy odbył się w Jaworniku.
Po II wojnie światowej cerkiew była użytkowana przez rzymskich katolików, do czasu zbudowania nowego kościoła filialnego. Kościół należy do parafii Najświętszego Serca Pana Jezusa w Borownicy (Dekanat Bircza). Obecnie o zwrot cerkwi stara się Kuria Greckokatolicka w Przemyślu. Natomiast o budynek dawnego ukraińskiego domu ludowego stara się stowarzyszenie, które zamierza urządzić w nim izbę pamięci Mychajła Werbyckiego.

## Demografia
- 1785 – 284 grekokatolików, 100 rzymskich katolików i 16 żydów
- 1840 – 513 grekokatolików (brak danych o innych wyznaniach)
- 1859 – 615 grekokatolików (brak danych o innych wyznaniach)
- 1879 – 709 grekokatolików (brak danych o innych wyznaniach)
- 1899 – 902 grekokatolików (brak danych o innych wyznaniach)
- 1926 – 1030 grekokatolików (brak danych o innych wyznaniach)
- 1929 – 1215 mieszkańców
- 1938 – 1200 grekokatolików, 1068 rzymskich katolików, 154 żydów i 35 baptystów[potrzebny przypis]
- 2006 – 161 osób

## Znani ludzie związani z wsią
- Mychajło Werbycki – autor muzyki do hymnu ukraińskiego
- Wołodymyr Soroczak
- Ksawery Jaruzelski – polski ziemianin, wojskowy, agronom, poseł w II RP[13].